# Fundamentalismus

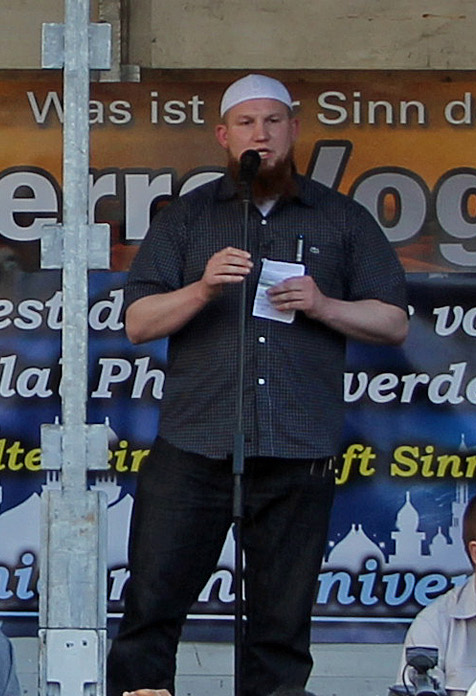
Přední německý salafista Pierre Vogel. Salafíja je jedním z novodobých směrů islámu lpění na praxi předků, vedoucí k fundamentalismu

Fundamentalismus (z latinského fundamentum – základ) je urputné lpění na základních principech. Je protikladem modernismu. Nejčastěji je užíván ve spojitosti s náboženstvím, kde označuje směry, vyžadující doslovný výklad základních textů a jejich aplikaci do života. Bývá spojen s přesvědčením o absolutnosti vlastní pravdy, provázeným netolerancí k odlišným názorům či bohům (monoteismus). Zatímco zvenčí jsou zastánci označováni jako fundamentalisté, sami se vnímají jako pokračovatelé tradice, kterým je cizí moderna. Často jej doprovází moralizování a xenofobie.

## Historie
Původně byl označením pro určitou skupinu protestantského hnutí v USA od přelomu 19. a 20. století, která trvala na "pěti základech" (five fundamentals: neomylnost Bible; panenské narození Krista; Kristova smrt jako vykoupení z hříchu; tělesné Kristovo vzkříšení a jeho druhý příchod na konci světa; historická realita Kristových zázraků); v 80. letech se termín rozšířil v médiích a začal být používán v povšechném smyslu „krajní nebo ultrakonzervativní křídlo“ na nejrůznější hnutí a myšlenkové směry, stále více však sloužil k označení některých náboženských hnutí. Proto dnes rozlišujeme jak křesťanský fundamentalismus, tak i islámský fundamentalismus. Existuje ale i židovský fundamentalismus (Izrael), buddhistický fundamentalismus (například Srí Lanka) a i u dalších náboženství. V očích věřících je naopak například nový ateismus považován za ateistický fundamentalismus.

## Bezpečnostní aspekty
Zpráva ministerstva vnitra z roku 1997 popisuje náboženský fundamentalismus jako „myšlenkový směr, který s „doslovnou“ a historickou interpretací náboženských textů vnáší do přítomné doby předdemokratické a předhumanistické prvky“. V českém prostředí je „jednou z nápadných, avšak zdaleka ne převažujících pohnutek k intoleranci“ a nejvýrazněji je reprezentován některými sektami. Zpráva poukazuje na potenciální společenskou nebezpečnost fundamentalismu v případě, jsou-li jeho zastánci ochotni usilovat o dosažení svých představ násilnými akcemi a porušováním právního řádu. V evropském prostředí je tak sledována i nábožensky fundamentalistická část extremistického spektra, vedle pravicových, levicových a nacionalistických extremistů.

### Islámský fundamentalismus
Zpráva se věnuje zejména fundamentalismu islámskému, jehož posilování koncem 20. století konstatuje a označuje jej za nejvýznamnější fenomén světového terorismu. Islámský fundamentalismus je namířen proti křesťanským, židovským, sekulárním a jinověreckým systémům a prakticky proti současné západní civilizaci i částečně proti umírněným islámským režimům. Zpráva zároveň varuje před ztotožňováním islámského fundamentalismu s islámským náboženstvím jako takovým. 

### Pravicový extremismus
V souvislosti s pravicovým extremismem zmiňuje také prvky katolického fundamentalismu (nezaměňovat se standardním katolickým tradicionalismem) u skupin hlásících se k fašismu, např. neregistrovaného Hnutí národního sjednocení. Obdobná zpráva z roku 2011 spojuje i polské pravicově extremistické skupiny s katolickým fundamentalismem a vysvětluje to historickou snahou profilovat se vůči německému protestantství a ruskému pravoslaví. Tento fundamentalismus se podle zprávy projevuje silnou netolerancí homofobního charakteru, která je v Polsku častější než rasisticky motivované útoky. 

### Situace na Balkáně
Podobné charakteristiky zpráva nachází i u pravicových extremistů v Chorvatsku, zde doplněné o složité vztahy na Balkáně. V srbském prostředí pak uvádí pravoslavný fundamentalismus jako rys krajně pravicových mládežnických hnutí (např. Obraz, Dveri) v kombinaci s velkosrbským nacionalismem. V Řecku se východní ortodoxní křesťanský fundamentalismus u krajně pravicových hnutí projevuje v radikálně odmítavých postojích k islámu.

### Situace v USA
Převážně v USA se vyskytuje protestantský fundamentalismus, který je také formou křesťanského fundamentalismu.

### Situace v Česku
Zpráva z roku 1997 konstatuje prozatímní absenci extremistických organizací islámských fundamentalistů či nebezpečného náboženského extremismu v České republice. Také v dalších 14 letech obdobné zprávy vesměs konstatují, že ministerstvo vnitra, resp. ministerstvo kultury nezaznamenalo žádné problémy s extremistickými projevy registrovaných či evidovaných subjektů nebo jejich představitelů.